# Davide Summaria
Davide Summaria (Cosenza, 1943) è un compositore e direttore d'orchestra italiano.
Ha completato gli studi musicali presso il Conservatorio "S. Pietro a Majella" di Napoli diplomandosi in pianoforte, composizione, direzione d'orchestra, musica corale e direzione di coro.
Ha scritto per tutti gli strumenti dell'orchestra contemporanea e le sue composizioni, oltre che in Italia, sono state eseguite in Cina, Canada, Spagna, Turchia e Paesi Bassi.

## Carriera musicale
La carriera artistica di Davide Summaria inizia dopo il trasferimento a Napoli, dalla natia Cosenza. Nella città del Vesuvio si iscrive alla facoltà di Lettere e Filosofia, al Conservatorio di Musica “S. Pietro a Majella” e, per mantenersi agli studi, insegna educazione musicale  nella scuola media “ Omero” di Pomigliano d'Arco. 
Dopo il conseguimento di quattro  diplomi, nel 1973 inizia l'insegnamento presso il Conservatorio di Cosenza.
Nel 1976 vince il Concorso Nazionale di Composizione “Franco Michele Napolitano” e, successivamente, il concorso per coro di voci bianche “Prime esecuzioni Aureliano”.
Tra i suoi lavori più significativi figurano anche revisioni e direzioni di opere teatrali del Settecento Napoletano tra cui: “Flacco e Servilia” ed “Enrichetta e don Chilone” di Leonardo  Vinci; “Il Cavalier Mignatta” di Rinaldo da Capua; “Il cavaliere per Amore” di Niccolò Piccinni; “La finta Giardiniera” di Pasquale Anfossi; “Ecuba” di N. Antonio Manfroce (con la quale ha inaugurato la stagione lirica del Teatro di Tradizione “Rendano” di Cosenza nel 1990). 
Oltre al già citato Conservatorio di Cosenza, ha insegnato Teoria e Solfeggio anche presso i Conservatori “L. Refice” di Frosinone e “S. Cecilia” di Roma.

## Composizioni di musica strumentale
- 1974 - SCHERZO SINFONICO per orchestra - Proprietà dell'autore
- 1979 - PRIMI PASSI per violino - Proprietà dell'autore
- 1981 - MICROCOSMOS per Chitarra - Edizioni musicali Bèrben
- 1988 - BERCEUSE per pianoforte a 4 mani - Edizioni Berben
- 1995 - FANTASIA per flauto e chitarra - Proprietà dell'autore
- 1996 - DIVERTIMENTO per pianoforte a 4 mani - Edizioni musicali Bèrben
- 1996 - SOUVENIR D'ESPAGNE - Edizioni Berben
- 1997 - SONATA PER MARIMBA E PIANOFORTE - Edizioni musicali Bèrben
- 1997 - ADAGIO E TOCCATA per marimba (sez. comp. inedite di autori contemporanei del metodo “La marimba” di A. Buonomo Ed. Curci).
- 1999 - DIVERTIMENTO per tromba in DO e pianoforte - Proprietà dell'autore
- 2000 - FANTASIA per chitarra e pianoforte - Edizioni musicali Bèrben
- 2000 - SOLO per flauto - Edizioni Berben
- 2000 - VINCIANA (omaggio a Leonardo Vinci per orchestra d'archi) Edizioni Berben
- 2000 - ADAGIO E BURLESCA per 4 sax - Edizioni Berben
- 2000 - CONCERTO GITANO per chitarra ed archi - Edizioni musicali Bèrben
- 2002 - LEGGENDA per corno e pianoforte - Proprietà dell'autore
- 2003 - PAIDOMUSIK - avventura nel bosco (fiaba musicale)  -  Edizioni musicali Bèrben
- 2004 - 16 PRELUDI ED ALLEGRO per sax soprano, alto, tenore, baritono. - Proprietà dell'autore
- 2007 - FANTASIA per due clarinetti  - Edizioni MPS Musicandvideo
- 2009 - FOGLIO D'ALBUM per chitarra -  Proprietà dell'autore
- 2009 - MEMORY per orchestra di mandolini - Proprietà dell'autore
- 2010 - SUITE LATINA per clavicembalo -  Proprietà dell'autore

## Musica vocale
- 1976 - INNO AL DIO KRISHNA (sopr. clarinetto e pianoforte) - Proprietà dell'autore
- 1983 - SPIRITUALS (soprani, contralti, tenori e bassi) - Proprietà dell'autore
- 1994 - SULLA TOMBA DI UN BAMBINO (soprano e pianoforte su versi di C. De Abreu) - Proprietà dell'autore
- 1998 - ATTESA (soprano e pianoforte) - Proprietà dell'autore
- 2001 - FILASTROCCA (coro di voci bianche e pianoforte) - Proprietà dell'autore
- 2004 - ONDE DEL MARE (soprano. e pianoforte) - Proprietà dell'autore
- 2004 - LA VOLPE E L'UVA (coro di voci bianche e percussioni) - Proprietà dell'autore
- 2004 - POETA INSONNE (coro di voci bianche) - Proprietà dell'autore
- 2005 - FIORE DI LOTO (soprano e pianoforte) - Proprietà dell'autore
- 2006 - SOTTO LA PIOGGIA (baritono e pianoforte) - Proprietà dell'autore
- 2007 - PIOGGIA D'ESTATE - Proprietà dell'autore
- 2010 - ALLA LUNA - Proprietà dell'autore
- 7 LIRICHE PER CANTO E PIANOFORTE (CD e testo in inglese, spagnolo, cinese,   giapponese e coreano) - Edizioni Accord for Music - Roma

## Revisioni
- 1978 - N. Antonio Manfroce - Davide Summaria - ECUBA[1] - Proprietà dell'autore
- 1983 - L.  Vinci -  D. Summaria - FLACCO E SERVILIA - Proprietà dell'autore
- 1983 - L. Vinci - D. Summaria - ENRICHETTA E DON CHILONE  - Proprietà dell'autore
- 1983 - Rinaldo da Capua - D. Summaria - IL CAVALIER MIGNATTA - Proprietà dell'autore
- 1986 - N. Piccinni - D. Summaria - IL CAVALIERE PER AMORE - Proprietà dell'autore
- 1990 - Pasquale Anfossi - Davide Summaria -  LA FINTA GIARDINIERA - Proprietà dell'autore

## Musica leggera
- 1992 - Songs (Sumry Arcidiacono Ed. RAI trade.)
- 1994 - Serenata romana'' (tenore e pianoforte) - Proprietà dell'autore
- 1995 - Addo' staje? (canzone napoletana) tenore e pianoforte - Proprietà dell'autore
- 1996 - Were's the party? (Sumry-Isola Ed. Primrose)
- 1999 - Ballando ballando (fisarmonica, tastiere, tromba e filicorno) - edizioni valdom

## Opere didattiche
- 30 studi melodico progressivi per marimba e vibrafono -  Edizioni Berben.
- Studi per marimba o vibrafono a due bacchette (1 o 2 esecutori) -  Edizioni “Il Campano” ISBN 978-88-65280-40-9
- Studi per marimba o vibrafono a 4 bacchette - Edizioni “Il Campano” ISBN 978-88-65280-41-6
- Primi passi per 2 chitarre -  Edizioni Berben.
- Tema e variazioni per flauto e chitarra (corde vuote) -  Edizioni Berben.
- Primi passi per violino e pianoforte -  Edizioni Setticlavio.
- 23 studi per marimba scritti per la rivista "Percussioni"